# Рука (Дагестан)
Рука (кайт. Рукьа, дарг. Рукьа) — село в Кайтагском районе Дагестана.

## География
Село Рука расположено на высоте 389 метра над уровнем моря. Ближайшие населённые пункты — Джинаби, Карацан, Кулегу, Хадаги, Машаты, Джибахни, Гурхунь, Хустиль, Дюбек.

## Население
| 1888 | 1895  | 1926 | 1939 | 1970 | 1989 | 2002 |
| ---- | ----- | ---- | ---- | ---- | ---- | ---- |
| 319  | ↘315  | ↗365 | ↘332 | ↗562 | ↗652 | ↗874 |
| 2010 | 2021  |      |      |      |      |      |
| ↗961 | ↗1189 |      |      |      |      |      |